# 니시나다역
니시나다역(일본어: 西灘駅, にしなだえき)은 일본 효고현 고베시 나다구에 있는 한신 전기철도 본선의 역이다. 역 번호는 HS 29이다.
"니시나다"라고 자칭하고 있지만, 도카이도 본선(JR 고베 선)의 나다역보다 남동쪽에 위치하고 있다.

## 역사
- 1927년 7월 1일: 한신코쿠도 전궤(후, 한신코쿠도 선)의 개통과 동시에 본선의 오이시 ~ 이와야 역 사이에 개설.
- 1969년 12월 14일: 고쿠도 선의 당역 ~ 히가시코베 구간의 0.6km가 폐지됨.
- 1974년 3월 17일: 고쿠도 선 가미코시엔 ~ 당역 구간이 폐지되어 본선의 역이 됨.
- 1991년 4월 7일: 산요 전기철도 열차는 보통을 포함한 전 열차가 통과하게 됨.
- 1995년
  - 1월 17일: 한신・아와지 대지진으로 인한 한신 본선 운행 중단.
  - 3월 1일: 당역 ~ 이와야 역 구간 운행 재개.
  - 6월 22일: 현 역사가 전면 복구되어 고가 하행 승강장의 사용 개시.
  - 6월 26일: 미카게 ~ 당역 구간의 운행 재개로 한신 본선은 전 구간이 복구됨.
- 1998년 2월 15일: 산요 전기철도 열차의 정차 재개.
- 2001년 3월 10일: 산요 전기철도의 직통 특급 이외의 열차 한신 본선 출입이 산노미야 역 이서로만 단축되어 본 역 정차 해제.
- 2006년 10월 28일: 다이아 개정으로 준급 열차가 당역 출입이 없어지고 전 우등 열차 통과역이 됨.
- 2014년 4월 1일: 역 번호 도입.

## 역 구조
상대식 승강장 2면 2선의 고가역이다. 분기기, 절대 신호가 없어 정류장으로 분류된다. 역사(개찰구)는 우메다 방향의 1개만으로 1층에 있고 승강장은 2층에 있다.

### 승강장
| 승강장 | 노선   | 방향 | 행선                                         |
| ------ | ------ | ---- | -------------------------------------------- |
| 1      | ■ 본선 | 상행 | 아마가사키・오사카 (우메다)・난바・나라 방면 |
| 2      | ■ 본선 | 하행 | 고베 (산노미야)・아카시・히메지 방면         |

- 실제로는 구내에 상기의 승강장 번호 표기는 없지만, 공식 사이트 내에서는 상행 승강장이 1번, 하행 승강장이 2번 선으로 알려졌다. 승강장 유효 길이는 19m급 한신 차량 6량 편성분이지만 현행 다이아에서는 6량 편성의 영업 열차는 정차하지 않는다. 21m급의 긴키 닛폰 철도 차량 6량 편성은 정차 불가능하다.

## 역 주변
- 이와야 사거리 - 국도 제2호선과 국도 제43호선이 합류한다.
- 이와야 공원
- 사이고가와 하구 공원
- 서일본여객철도(JR 서일본) 마야역(옛, 히가시나다 신호장)
- 고베 나다미나미 우체국
- 고베 시립 니시나다 초등학교
- 마야 부두
- 고베 세관 마야후토 출장소
- 홈플라자 나프코 나다점
- 켄코 마요네즈 고베 공장・고베 지점 - 등기상 본점.

### 버스 노선
- 한신 버스 니시노미야 고베선
  - (서행) 고베세관 앞행
  - (동행) 한신 니시노미야행

## 인접역
| 한신 전기철도 ■ 본선     | 한신 전기철도 ■ 본선 | 한신 전기철도 ■ 본선       |
| ------------------------ | -------------------- | -------------------------- |
| HS 28 오이시 우메다 방면 | ■ 보통               | 이와야 HS 30 신카이치 방면 |